# Francisco García del Junco
Francisco García del Junco, nació en Sevilla (1959). Se licenció en Geografía e Historia por la Universidad Hispalense y se doctoró en Arqueología con una investigación sobre el castillo de Almodóvar del Río, que duró 14 años. Es profesor de la Universidad de Córdoba y Miembro Oficial de ICOMOS: International Scientific Committee on Fortification and Military Heritage (ICOFORT), organismo de la UNESCO para las fortificaciones mundiales. Ha participado en numerosas excavaciones y procesos de restauración de castillos.
Es autor de "La Torre de la Malmuerta de Córdoba" (2013) “Eso no estaba en mi libro de Historia de España” (2016), "Arqueología, tesoros y tumbas" (2018) y “Eso tampoco estaba en mi libro de Historia de España” (2019), todos ellos publicados en la Editorial Almuzara. Algunas de sus publicaciones que más le gustó investigar fueron “La destrucción de los castillos de España”, en 2002, y “Los subterráneos del castillo de Almodóvar del Río (Córdoba)”, en 2012.

## Breve reseña biográfica
Su experiencia profesional la desarrolla en la docencia, el patrimonio y la arqueología. Todo ello de la mano de la investigación. Siempre ha impartido asignaturas relacionadas con el ámbito de las humanidades.
En la Universidad de Sevilla cursó una de las más altas capacitaciones existentes entonces en la Universidad española: "Lengua egipcia clásica en sistema jeroglífico".
Ha colaborado con la Escuela Técnica Superior de Arquitectura de la Universidad de Sevilla, ha intervenido en numerosas excavaciones arqueológicas, y realización de informes de obras de arte y antigüedades. Entre algunas de sus colaboraciones destaca, por ejemplo, su papel como revisor externo para ICOMOS-UNESCO del "Forte de Nossa Senhora da Graça" en Elvas, Portugal para el "Reloj Mundial" de ICOMOS-UNESCO.

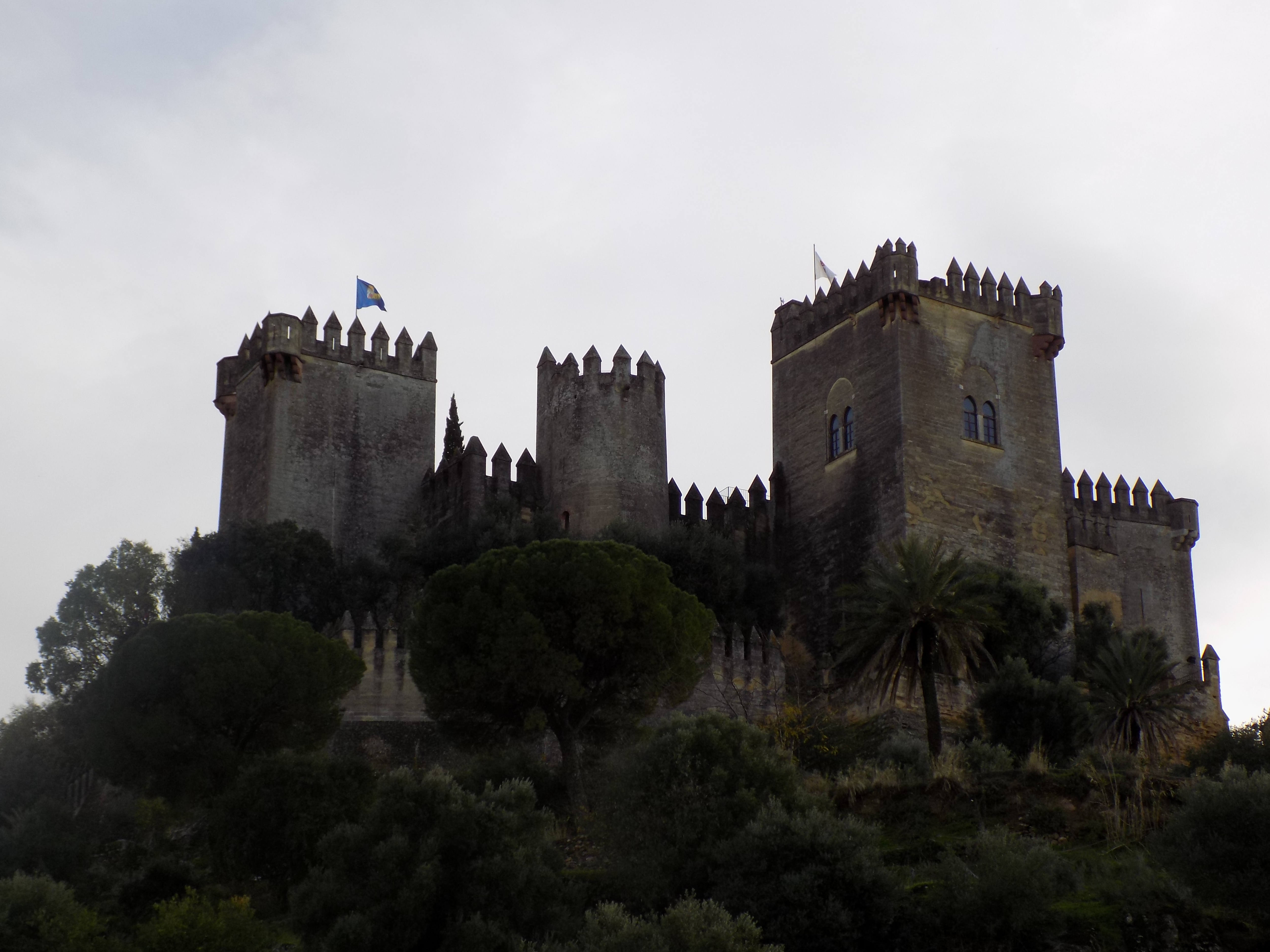
El autor realizó su tesis doctoral en Arqueología sobre el Castillo de Almodóvar del Río, Córdoba, y tiene siete publicaciones sobre el mismo.